# McDonnell Douglas F-15 Eagle
El McDonnell Douglas (actualment Boeing) F-15 Eagle és un avió de reacció de combat. Va ser dissenyat per McDonnell Douglas com a caça de superioritat aèria. Va jugar un rol important en la segona meitat de la guerra freda i encara és àmpliament utilitzat per la Força Aèria dels Estats Units.
Es creia que el dogfight era obsolet en l'edat de míssils i els experts se sorprengueren quan en la guerra del Vietnam els avançats F-105 Thunderchief foren abatuts pels més antics però maniobrables Mig-17 perquè els pilots necessitaven maniobrabilitat. El Phantom fou assignat per protegir contra els MiGs, però els mancava una arma integrada quan els míssils no eren adients. Les escoles de combat Aèries milloraren les estadístiques però l'experiència de combat va dur a caces de superioritat aèria àgils amb armes com el F-15 Eagle en la dècada de 1970.
És considerat un dels caces moderns més reeixits amb més de 100 victòries aèries i cap derrota.

## Variants

### Models bàsics

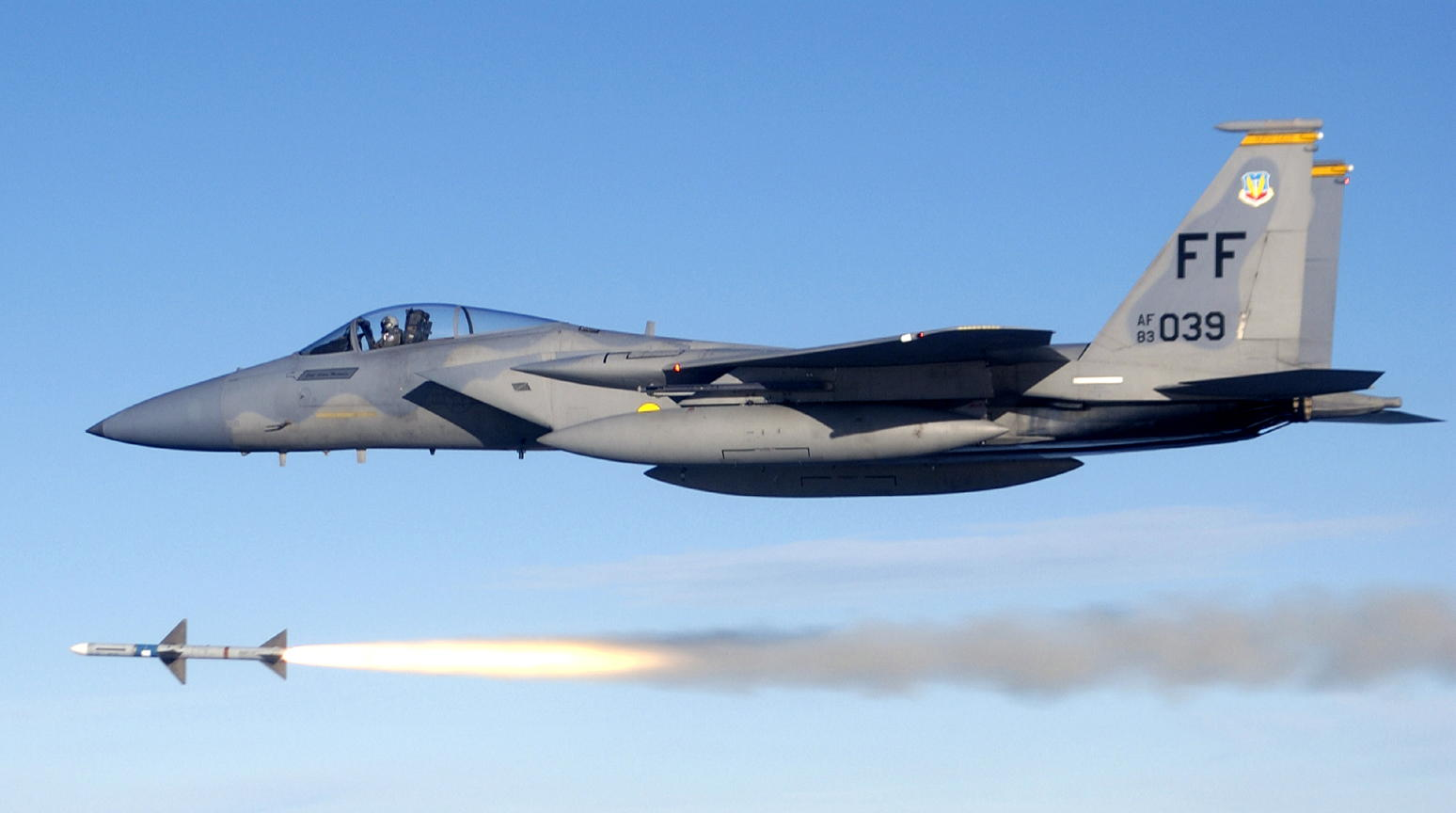
Un F-15C americà dispara un AIM-7 Sparrow, any 2005.

F-15A
Caça de superioritat aèria monoplaça amb capacitat d'operació amb clima advers i de nit. 384 construïts entre 1972 i 1979.
F-15B
Versió d'entrenament biplaça, antigament anomenada TF-15A, 61 construïts entre 1972 i 1979.
F-15C
Versió monoplaça millorada, 483 construïts entre 1979 i 1985. Els últims 43 actualitzats amb el radar AN/APG-70 radar.
F-15D
Versió biplaça d'entrenament actualitzada. 92 construïts entre 1979 i 1985.
Mitsubishi F-15 (F-15J)
Versió del caça monoplaça construïda per a la Força Aèria d'Autodefensa del Japó per Mitsubishi. 139 construïts sota llicència al Japó entre 1981 i 1997.
F-15 DJ
Versió d'entrenament de dos seients per a la Força Aèria d'Autodefensa del Japó. 12 construïts a St. Louis, i 25 construïts sota llicència al Japó per Mitsubishi en el període 1981-1997.
F-15E Strike Eagle
Versió biplaça modernitzada optimitzada com a caçabombader i utilitzada per atacs a objectius terrestres.
F-15SE Silent Eagle El març de 2009, Boeing va donar a conèixer el F-15SE, una variant proposada del F-15E amb una secció transversal reduïda del radar a través de canvis com la substitució de tancs de combustible conformes amb badies d'armes conformes i enllaunant les dues cues verticals 15 graus cap a l'exterior, que reduiria la seva signatura de radar mentre que proporcionaria un lleuger impuls per aixecar per compensar la pèrdua de tancs de combustible conformes.
F-15N Sea Eagle El F-15N era una variant de portaavions proposada a principis de la dècada de 1970 a la Marina dels Estats Units com una alternativa al programa de tecnologia "riskier", el Grumman F-14 Tomcat. No tenia un radar de llarg abast ni els míssils de llarg abast utilitzats pel F-14. El F-15N-PHX va ser una altra versió naval recomanada capaç de transportar el míssil AIM-54 Phoenix, però amb una versió millorada del radar AN/APG-63 al F-15A. Aquests incloïen puntes d'ala plegables, tren d'aterratge reforçat i un ganxo de cua més fort per a l'operació a bord.

## En servei

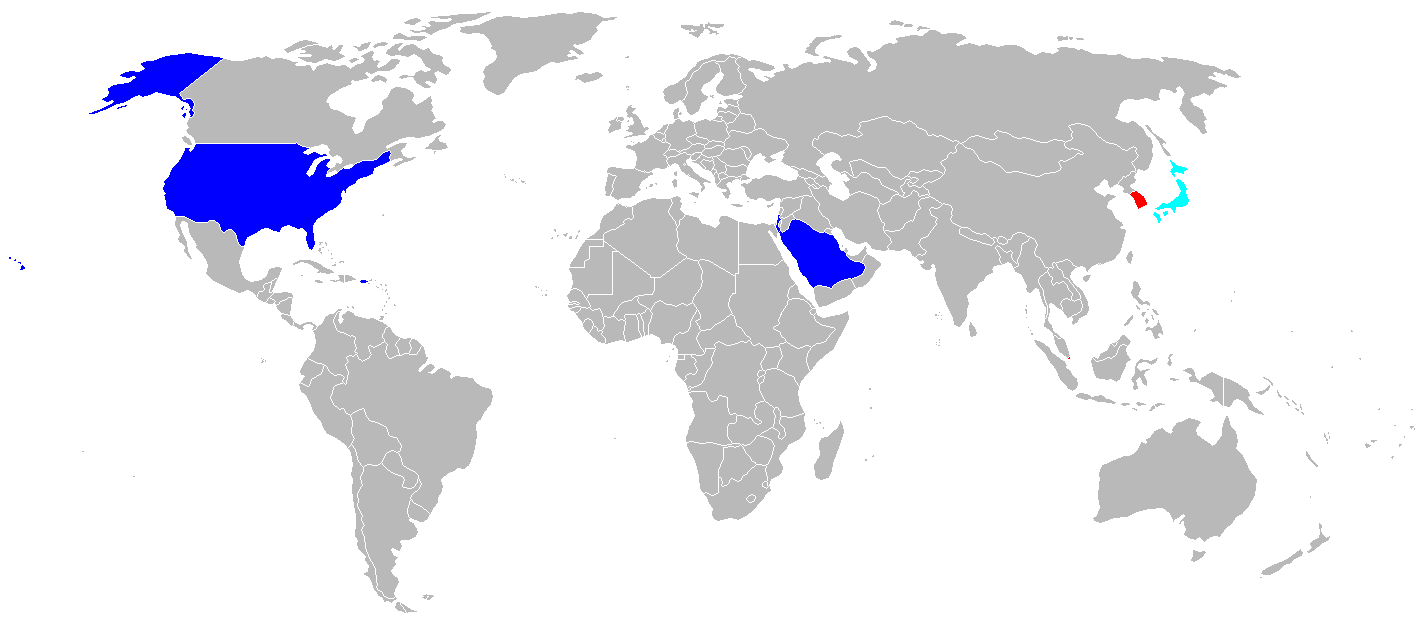
Països on tenen el F-15 en servei

- Països on tenen el F-15 en serveiIsrael: des del 1977 es va crear sota la pau Fox I, II i III. Aquests avions estan organitzats en dos esquadrons F-15A/B/C/D i un F-15I. Els primers 25 F-15A/B van ser els primers avions de producció de la USAF. El segon lot va ser temporalment embargamentat com a resultat de la Guerra del Líban de 1982.
- Japó: La Força Aèria d'Autodefensa del Japó opera els caces Mitsubishi F-15J i F-15DJ. Tenia 157 F-15Js i 45 F-15DJs en ús a partir de novembre de 2008
- Corea del Sud: Va rebre 61 F-15K "Slam Eagle" i dos es van perdre en accidents. Té 59 F-15K en ús
- Estats Units: opera 168 avions F-15C i 18 F-15D en total a partir de mitjans de 2012. La NASA actualment opera un F-15B #836 com a llit de prova per a una varietat d'experiments de recerca de vol.[9]
- Singapur: La Força Aèria de la República de Singapur (RSAF) opera 40 F-15SG
- Arabia Saudita: té 211 caces F-15C/D/SA en funcionament a partir de 2022[10]
- Qatar: Força Aèria Qatar ha demanat 36 variants F-15QA "Ababil".[11] Vuit lliurats a desembre de 2021[12]

## Cultura popular
En els simuladors de vol existeixen una o més variants del McDonnell Douglas F-15 Eagle, com el simulador de vol de codi obert FlightGear, així com en el sector comercial.

## Especificacions (F-15C Eagle)

Planol del F-15 Eagle

Dades obtingudes de USAF fact sheet, Jane's All the World's Aircraft, Combat Legend, F-15 Eagle and Strike Eagle
Característiques generals:
- Tripulació: 1 pilot
- Llargària: 19,43 m
- Envergadura: 13,05 m
- Altura: 5,63 m
- Superfície alar: 56,5 m²
- Pes buit: 12.700 kg
- Pes carregat: 20.200 kg
- Pes màxim a l'enlairament: 30.845 kg
- Planta motriu: 2× turboventilador Pratt & Whitney F100

Empenyiment normal: 77,62 kN
Empenyiment amb postcremador: 111.2 kN d'empenyiment.
Rendiment:
- Velocitat màxima operativa: Mach 2.5 (2.660 km/h) a gran altitud, Mach 1.2 (1.450 km/h) al nivell del mar.
- Radi de combat: 1.967 km (1.061 milles nàutiques) en una de patrulla aire-aire.
- Abast en creuer: 5.550 km (3.000 mn) amb tancs de combustible suplementaris.
- Sostre de servei: 20.000 m (65.000 peus)
- Grimpada: 254 m/s (50.000 peus/min)
- Càrrega alar: 358 kg/m²
- Empenta/pes: 1,12

Aviònica:
- Radar Raytheon APG-63 o APG-70
- Sistema de navegació inercial
- Dos ordinadors de missió
- Head-up display
- Pantalles multifunció

Armament:
- Armes de projectils: 1× canó automàtic tipus Gatling M61A1 Vulcan de 20 mm amb 940 projectils.
- 11 punts d'ancoratge amb una capacitat total de 7.300 kg.

2 rails alars (dobles, poder portar 2 míssils aire-aire)
4 punts forts als laterals del fuselatge
1 punt fort central sota el fuselatge
- Pot portar una gran gamma d'armament convencional (bombe i coets) i guiat (míssils aire-aire o aire-terra, bombes guiades per làser, etc.). A més pot portar contenidors per amb contramesures (de radar i infraroigs) o il·luminadors/designadors làser per marcar objectius.